# 精神分裂症的基本症狀
思覺失調症的基本症狀是一些個人主觀體驗的症狀，其可視作個人在精神病理之上擁有潜在問題的證據。基本症狀一般用於評估容易病發心理或精神疾病的高危人士。雖然出現基本症狀的人一般会感到困擾，但是一般而言，在該人不再能夠應付他的基本症狀以前，此一問題一般不會十分明顯。在前驅期期間，較不顯著的基本症狀首先會出現，然後是較為顯著的基本症狀，再來會出現短暫性和自限性的類精神病症狀, 最後是精神病發作。2015年，歐洲精神病學協會發佈了一份指引，當中建議使用用於測量基本症狀的子量表——認知障礙量表（COGDIS），協助專業人員對精神病患者的風險進行評估；在一項薈萃分析中，認知障礙量表已顯示出其能對進行該測試兩年後發展至精神病的人評為超高危，在更短的間隔中成功率亦會顯著上升 。 通過認知障礙量表以及認知－知覺主要症狀量表（CODER）所測量的基本症狀，都能預測受試者怎向思覺失調症過渡及其程度。

## 過程
主要症狀通常出現於精神病發作前幾年的日子，但一般在自體疾患出現前開始 (見的補充材料)。 它們可能有時出現，然後消失，其後再度出現，成為前哨綜合徵的其中一部分。在一個時間點上，非典型主要症狀會出現，其中包括許多可以發生在其他疾病中的症狀：情緒、精神、思想和注意力受到干擾，其後會出現的是主要核心症狀，當中包括思想、感知等範疇受損，以及與精神分裂症特別相關的現實扭曲，但程度為輕微。 之後會出現減輕的精神病症狀或短暫的精神性發作，終使精神病全面發作。 在精神病全面發作之前的任何階段，該人將試圖自行應付基本症狀，這可能掩蓋此一問題，不被他人所察覺；一旦該人達到他們忍耐能力的極限，這些問題將變得明顯，並造成損害。
一旦精神病經過治療後，基本症狀便可能循從三個歷程之一發展：精神病和基本症狀可能完全解決，恢復正常功能；它們可能會緩解，但保持在非特徵性水平，其後精神病複發；或特徵性基本症狀可能仍然產生缺失綜合徵，由陰性症狀所主宰。

## 評估
一般利用精神分裂症预测工具（SPI）去為基本症狀作評估，精神分裂症预测工具有二個版本：兒童及青少年版 (SPI-CY)和成人版(SPI-A)（見[3]補充材料）； 這種工具用於評估基本症狀，包含精神病的特徵性和非特徵性症狀。在SPI-CY和SPI-A評估的項目以外，額外還有2個量表來具體評價特徵性基本症狀：認知障礙量表（COGDIS）和知覺主要症狀量表（COPER）。
至少出現2種症狀(見下表),且最近3個月至少每週出現一次，和在病前期中不存在那些症狀，以及症狀不是由藥物使用引起的，才會滿足認知－知覺主要症狀標準的條件要求。 歐洲精神病學協會建議在精神病症狀減弱的人，短暫性精神病病發者，以及為尋求幫助的人檢測風險精神狀態時，應用這個量表。
至少出現1種症狀(見下表)，且最近3個月至少每週出現一次，並且第一次出現症狀的時間離評估進行的日子超過12個月，才會滿足認知－知覺主要症狀量表的標準要求。
以下是與精神病相關的基本症狀，以及它們是否出現在認知障礙量表和認知－知覺主要症狀量表：
| 症狀                                     | 認知障礙量表 | 認知－知覺主要症狀量表 | 描述                                                               |
| ---------------------------------------- | ------------ | ---------------------- | ------------------------------------------------------------------ |
| 思想干擾                                 | 是           | 是                     | 受到不重要、不相干的思想所干擾。                                   |
| 思想持續                                 | 否           | 是                     | 重複地出現只有很少或根本重要性沒有的思想。                         |
| 壓力思想                                 | 是           | 是                     | 許多沒有共同主題的想法不受控制地在腦海中彈出。                     |
| 思维阻隔                                 | 是           | 是                     | 突然失去某種思想，可能伴隨著一種新思想的侵入。                     |
| 感受性語言障礙                           | 是           | 是                     | 缺乏對母語的話語或文字的直接理解力。                               |
| 語言表達障礙                             | 是           | 否                     | 難以對訊息產生適合且以當地語言表達的話語或文字。                   |
| 抽象思維紊亂                             | 是           | 否                     | 對成語和隱喻難以理解。                                             |
| 無法把注意力分割                         | 是           | 否                     | 難以同時利用兩種感覺接收不同的刺激（如視覺和聽覺）。               |
| 被視野中的細節所迷住                     | 是           | 否                     | 注意不重要的細節。                                                 |
| 區分感覺與想法、真實回憶與幻想的能力下降 | 否           | 是                     | 難以區分觀察到和想像中的事物。                                     |
| 對不可靠的想法的聯想及洞察               | 是           | 是                     | 亞精神病的聯想，其後立即被自身糾正。                               |
| 現實解體                                 | 否           | 是                     | 與環境抽離的感覺，或有不真實感。                                   |
| 視覺或聽覺紊亂，及對其的洞察             | 否           | 是                     | 亮度或響度、顏色或聲音質量的感知干擾，或会被自身識別為錯誤的感知。 |